# 7584 Ossietzky
7584 Ossietzky è un asteroide della fascia principale. Scoperto nel 1991, presenta un'orbita caratterizzata da un semiasse maggiore pari a 2,8858191 UA e da un'eccentricità di 0,0736227, inclinata di 3,26268° rispetto all'eclittica.